# VisualAp
VisualAp  es un marco visual para crear aplicaciones y emular sistemas. VisualAp es una Aplicación Java 100% multiplataforma.
Esta aplicación es capaz de realizar procesado de audio, procesamiento de imagen, texto y otras emulaciones dirigidas por procesos. VisualAp proporciona un marco visual basado en componentes visuales ligeros (proclets) que implementa tareas específicas.
Los usuarios pueden ampliar las capacidades de VisualAp a través de proclets escritos por el usuario. Se pueden desarrollar proclets de análisis personalizado y de procesamiento mediante Eclipse.

## Características
El usuario puede crear un sistema/aplicación seleccionando los componentes en una caja de herramientas, configurando los parámetros (mediante el entorno de JavaBeans) y conectando los componentes juntos para configurar canales de comunicación entre los componentes.
En el menú de la aplicación, el usuario puede:
- Crear, cargar y guardar un sistema.
- Verificar la exactitud del sistema actual.
- Ejecutar la simulación de procesos del sistema actual.

Dentro de la ventana principal, el usuario podrá:
- Istantiate un componente
- Mover un componente
- Editar parámetros que definan el comportamiento del componente.
- conectar/desconectar de un componente a otro.

## Componentes
Se incluyen los siguientes componentes visuales en la versión 1.1 de VisualAp:
- Agregación efecto eco
- Secuencia de audio demora.
- División de audio estéreo en dos flujos de audio mono.
- Filtrado de imagen: desenfoque, invertir, enfocar, en la periferia.
- Transformación de una imagen: girar, escalar, inclinar, traducir.
- Comprobación de la información de tipo.
- Grabación de una secuencia de audio desde el micrófono.
- Generación de flujo de sonido estéreo a partir de dos secuencias de entrada de audio mono.
- Lectura de archivos de texto, archivos de audio o archivos de imagen.
- Reproducción el flujo sonoro entrante.
- Mostrado de datos de entrada.
- Generación un tono de audio.
- Escritura de datos (texto, flujo de sonido, imagen) en un archivo.

En función de las convenciones de JavaBean, se pueden crear nuevos componentes para enriquecer la biblioteca actual, mediante una plataforma de desarrollo de software de Java.

## Programación de flujo de datos
El lenguaje de programación utilizado en VisualAp para describir un sistema es un idioma de programación de flujo de datos o dataflow programming. La ejecución depende de la estructura del diagrama de bloques gráficos en la que el programador conecta diferentes componentes dibujando conectores. Estos conectores propagan variables y cualquier componente puede ejecutar tan pronto como disponga de todos sus datos de entrada. Internamente, el lenguaje de programación de VisualAp está basado en XML.
VisualAp utiliza ejecución multi-subproceso siempre que varios componentes están listos para su ejecución simultáneamente.